# العلاقات الإريترية اللوكسمبورغية
العلاقات الإريترية اللوكسمبورغية هي العلاقات الثنائية التي تجمع بين إريتريا ولوكسمبورغ.

## مقارنة بين البلدين
هذه مقارنة عامة ومرجعية للدولتين:
| وجه المقارنة                                              | إريتريا                                      | لوكسمبورغ                                                     |
| --------------------------------------------------------- | -------------------------------------------- | ------------------------------------------------------------- |
| المساحة (كم2)                                             | 117.60 ألف                                   | 2.59 ألف                                                      |
| عدد السكان (نسمة)                                         | 6.33 مليون                                   | 599.45 ألف                                                    |
| الكثافة السكانية (ن./كم²)                                 | 53.83                                        | 231.45                                                        |
| العاصمة                                                   | أسمرة                                        | لوكسمبورغ                                                     |
| اللغة الرسمية                                             | اللغة التغرينية، اللغة العربية، لغة إنجليزية | اللغة اللوكسمبورغية، لغة فرنسية، اللغة الألمانية              |
| العملة                                                    | ناكفا                                        | يورو، فرنك لوكسمبورغ                                          |
| الناتج المحلي الإجمالي (بليون دولار)                      | 2.61 مليار                                   | 62.40 مليار                                                   |
| الناتج المحلي الإجمالي (تعادل القوة الشرائية) بليون دولار |                                              | 58.13 مليار                                                   |
| الناتج المحلي الإجمالي الاسمي للفرد دولار أمريكي          |                                              | 101.45 ألف                                                    |
| الناتج المحلي الإجمالي للفرد دولار أمريكي                 |                                              | 101.93 ألف                                                    |
| مؤشر التنمية البشرية                                      | 0.391                                        | 0.892                                                         |
| رمز المكالمات الدولي                                      | +291                                         | +352                                                          |
| رمز الإنترنت                                              | .er                                          | .lu                                                           |
| المنطقة الزمنية                                           | ت ع م+03:00                                  | توقيت وسط أوروبا، ت ع م+01:00، ت ع م+02:00، أوروبا/لوكسمبورج ‏ |

## منظمات دولية مشتركة
يشترك البلدان في عضوية مجموعة من المنظمات الدولية، منها:
| علم المنظمة | اسم المنظمة                        | تاريخ انضمام إريتريا | تاريخ انضمام لوكسمبورغ |
| ----------- | ---------------------------------- | -------------------- | ---------------------- |
|             | مؤسسة التمويل الدولية              | 11 أكتوبر 1995       | 4 أكتوبر 1956          |
|             | منظمة حظر الأسلحة الكيميائية       | ?                    | ?                      |
|             | البنك الإفريقي للتنمية             | ?                    | ?                      |
|             | يونسكو                             | 2 سبتمبر 1993        | 27 أكتوبر 1947         |
|             | الأمم المتحدة                      | 28 مايو 1993         | 24 أكتوبر 1945         |
|             | الاتحاد الدولي للاتصالات           | 6 أغسطس 1993         | 2 مارس 1866            |
|             | منظمة الشرطة الجنائية الدولية      | ?                    | ?                      |
|             | البنك الدولي للإنشاء والتعمير      | 6 يوليو 1994         | 27 ديسمبر 1945         |
|             | الاتحاد البريدي العالمي            | ?                    | ?                      |
|             | مؤسسة التنمية الدولية              | 6 يوليو 1994         | 4 يونيو 1964           |
|             | وكالة ضمان الاستثمار متعدد الأطراف | 10 سبتمبر 1996       | 29 أغسطس 1991          |

## وصلات خارجية
- موقع وزارة الخارجية اللوكسمبورغية